# هيكسيتيدين
هيكسيتيدين (بالإنجليزية: Hexetidine)‏ مركب كيميائي له خواص مضادة للبكتيريا والفطريات يستخدم كغسول للفم ويُعد المكون الأساسي لغسول الفم المعروف باسم أوراليدين.
أيضًا يدخل الهيكسيتيدين في تركيب الأستريسول الذي يستخدم لعلاج التهاب البلعوم العقدي، التهاب اللوزتين، التهاب البلعوم، التهاب الحنجرة، التهاب اللثة، التهاب الفم التقرحي، داء المبيضات الفموي والتهاب اللثة التقرحي الناخر الحاد وكذلك يستخدم بعد جراحة استئصال اللوزتين وجراحة الفم.
يُعد الهيكسيتيدين المكون الرئيسي في غسول الفم الطبي الذي يتوفر تجاريًا باسم أورالدين.
كذلك يستخدم كمطهر للمهبل ويتوفر على شكل تحاميل تحت الاسم التجاري (Vagi-Hex).